# Osiander (olika betydelser)
Osiander är ett gammalt tyskt familjenamn.
Familjenamnet Osiander härstammar från södra Tyskland och är särskilt utbrett i Franken och Schwaben. Det första bevarade skriftliga belägget är från 1440. Den i litteraturen företrädda uppfattningen, att namnet är ett humanistnamn (av typen Melanchthon), en grecisering av Hosemann, är felaktig.

## Varianter
- Ossiander
- Osyander

## Kända personer
- Andreas Osiander (1498–1552), teolog och reformator
- Andreas Osiander den yngre (1562–1617), tysk evangelisk teolog, württembergsk hovpredikant
- Christian Nathanael von Osiander (1781–1855), tysk teolog
- Friedrich Benjamin Osiander (1759–1822), hovråd och gynekologiprofessor i Göttingen
- Gottlieb Ulrich Osiander (1786–1827), tysk evangelisk teolog
- Johann Osiander (1564–1626), tysk evangelisk teolog
- Johann Osiander (1657–1724), tysk evangelisk teolog
- Johann Adam Osiander (1622–1697), tysk evangelisk teolog
- Johann Adam Osiander (1659–1708), tysk medicinare
- Johann Adam Osiander (1701–1756), tysk evangelisk teolog och filolog
- Johann Eberhard Osiander (1750−1800), tysk evangelisk teolog
- Johann Ernst Osiander (1792−1870), tysk evangelisk teolog
- Johann Friedrich Osiander (1787−1855), gynekolog i Göttingen
- Johann Rudolph Osiander (1689−1725), tysk evangelisk teolog
- Johann Rudolf Osiander (1717−1801), tysk evangelisk teolog
- Joseph Osiander (1589–1635), tysk evangelisk teolog
- Lucas Osiander den äldre (1534–1604), tysk evangelisk teolog, hovpredikant och konsistorialråd
- Lucas Osiander den yngre (1571–1638), tysk evangelisk teolog, universitetslärare och -kansler
- Philipp Gottlieb Osiander (1803–1876), tysk politiker och ämbetsman
- Renate Finke-Osiander (född 1926), tysk diplomat